# Dolichopeza (Mitopeza) trichochora
Dolichopeza (Mitopeza) trichochora is een tweevleugelige uit de familie langpootmuggen (Tipulidae). De soort komt voor in het Oriëntaals gebied.